# Torreón de San Juan de Énova
El torreón de San Juan de Énova, es lo único que queda en pie del antiguo Palacio del Marqués de Bélgida, encontrándose actualmente adosado por dos de sus lados a viviendas particulares. Se halla situado en la plaza Mayor del municipio de San Juan de Énova, en la comarca de la Ribera Alta,  de la provincia de Valencia. Está catalogado como Bien de interés cultural con el código identificativo 46.20.222-002, no teniendo hasta el momento ni anotación ministerial ni expediente.

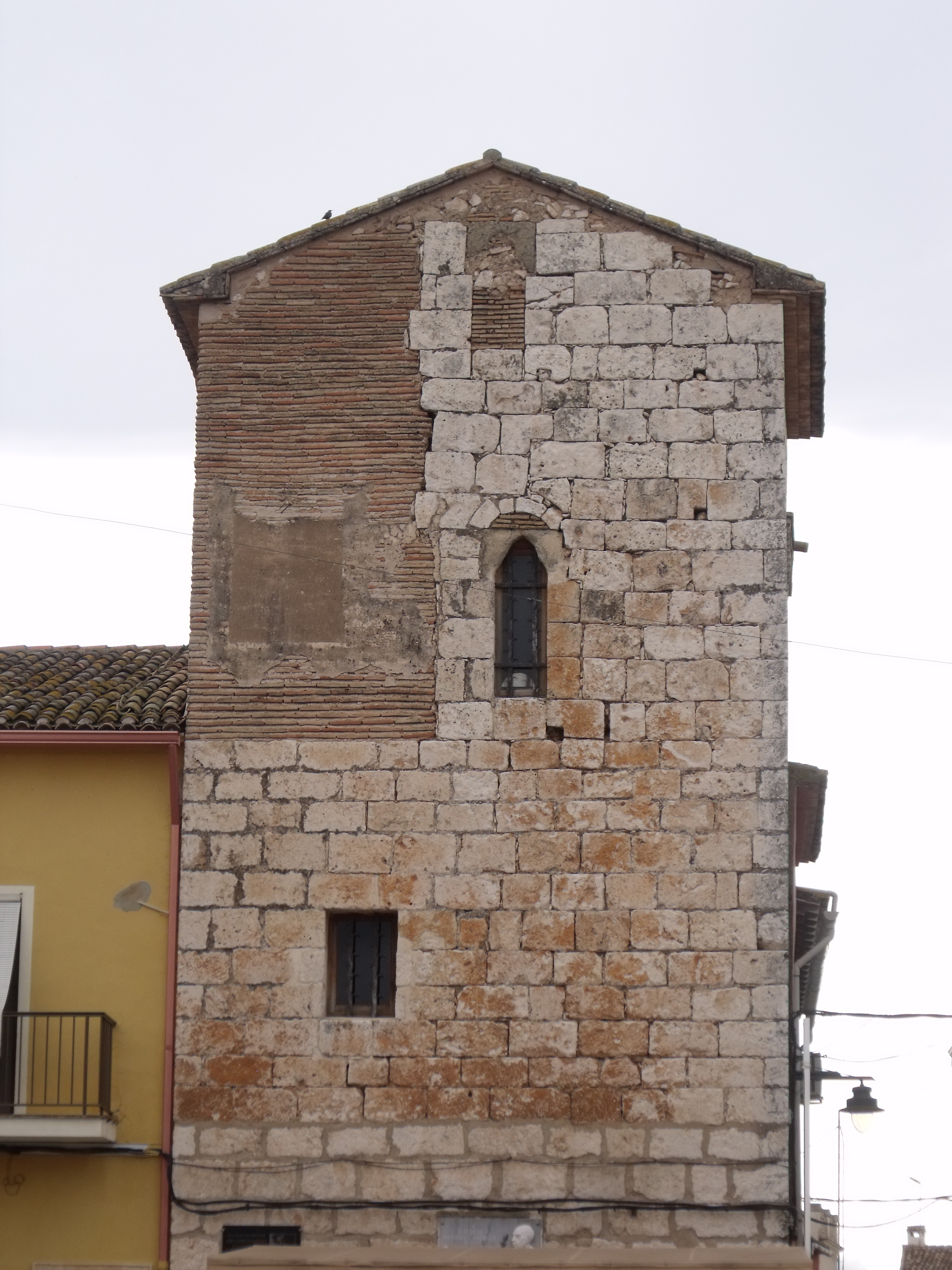

## Descripción histórico-artística
San Juan de Énova era una antigua alquería islámica, que  perteneció a lo largo del tiempo y de forma sucesiva a: Arnau Ferrer, al señorío de Benitandús, al marquesado de Bélgida y a los Montpalau (en el "Llibre del Repartiment" de Valencia aparecen donaciones hechas por Jaime I de Aragón, de tierras de Énova). Fue lugar de moriscos, lo que ocasionó que, como en otros muchos lugares de la zona, quedara deshabitado tras su expulsión en 1609, costando mucho su recuperación demográfica.
El Palacio del Marquesado fue construido por los Bélgida cuando ostentaban el señorío, durante  el siglo  XVI. Del palacio apenas queda nada. El oratorio pasó a convertirse en la iglesia parroquial (sufriendo grandes transformaciones, está dedicado a San Juan Bautista; tiene planta irregular, con tres capillas al lado del Evangelio, otra capilla y puerta lateral al de la Epístola, a la derecha entrando, el altar mayor, y a la izquierda la antedicha tribuna señorial, del Marqués de Bélgida), y la torre (que en realidad es de origen musulmán y se aprovechó para construir el palacio), quedó encerrada entre viviendas particulares.
Es un torreón de planta cuadrangular y construida en sillarejo, y se halla muy modificado, tanto por las reformas que se llevaron a cabo a lo largo de su historia, como por sufrir las consecuencias de un fuerte terremoto que, entre otros daños, desmochó su parte superior, conservando un aspecto muy distinto del original. En lo alto de la Torre se dice había empotrada una lápida romana, que contenía una inscripción sepulcral romana, que publicó Jaime Villanueva en su “Viage literario á las iglesias de España”, en  1821, y que debía haberse hallado entre cimentaciones antiguas de Énova; pero uno de los poseedores del edificio, decidió quitarla de allí, por considerarla impropia.